# Resident Evil Code: Veronica
Resident Evil Code: Veronica, in Japan als Biohazard Code: Veronica (jap. バイオハザード CODE:Veronica, Baiohazādo Code: Veronica) bekannt, ist ein 2000 erschienenes Survival-Horror-Computerspiel des Unternehmens Capcom. Es erschien zunächst exklusiv für Segas Dreamcast. Später wurde es mit dem Namenszusatz „X“ (in Japan mit dem Zusatz 完全版, Kanzenban, Komplette Edition) auch für Sonys PlayStation 2 und Nintendos GameCube umgesetzt. Diese neuere Version des Spiels wurde in Japan, zeitgleich mit der PlayStation-2-Version, ebenfalls für Dreamcast veröffentlicht. Seit 2011 gibt es das Spiel auch für PlayStation 3 und Xbox 360.
Zusammen mit Namco wurde eine Fassung für Lightguns namens Resident Evil: Survivor 2 Code: Veronica (jap. ガンサバイバー2 バイオハザード CODE：Veronica, Gan Sabaibā 2: Baiohazādo Code: Veronica, Gun Survivor 2: Biohazard Code: Veronica) entwickelt, die 2001 für die PlayStation 2 erschien.

## Handlung
Claire Redfield ist noch immer auf der Suche nach ihrem verschollenen Bruder Chris. Nachdem sie in Frankreich in den Laboratorien des Umbrella-Konzerns entführt wurde, findet sie sich auf der kleinen Insel Rockford Island wieder, die von Umbrella als Standort einer Forschungseinrichtung genutzt wird. Auf der Insel wird sie vom Wachmann Juan Raval aus ihrer Gefängniszelle befreit. Er klärt sie darüber auf, dass auf der Insel das T-Virus ausgebrochen ist. Bei ihrem Versuch, von der Insel zu fliehen, trifft Claire auf den Mitgefangenen Steve Burnside; beide planen gemeinsam ihre Flucht von der Insel. Zeitgleich macht sie Bekanntschaft mit Alfred Ashford, der zusammen mit seiner Zwillingsschwester Alexia Ashford die Insel zu beherrschen scheint und versucht, sie zu töten. Währenddessen ist Albert Wesker, ehemaliger Leiter des S.T.A.R.S (Special Tactics And Rescue Service) und gleichzeitig Doppelagent im Auftrag der Umbrella Corporation, auf der Mission, eine Probe des T-Veronica-Virus zu erlangen, das Alexia Ashford entwickelt hat. Seine Einheit ist für den Ausbruch des T-Virus auf der Insel verantwortlich.
Während des Spiels treffen Claire und Steve wiederholt auf Alfred, ebenso auf seine Schwester. Im Laufe der weiteren Handlung stellt sich aber heraus, dass Alexia gar nicht auf der Insel ist. Sie befindet sich vielmehr seit 15 Jahren in einer anderen Umbrella-Einrichtung in der Antarktis im Kälteschlaf, nachdem sie sich selbst das von ihr erschaffene T-Veronica-Virus injizierte. Claire und Steve erkennen, dass die Alexia, die sie zwischenzeitlich gesehen haben, niemand anderes als Alfred selbst in Frauenkleidern war, der, wohl aus Trauer über den Verlust seiner Schwester, eine Art Persönlichkeitsspaltung durchmachte.
Claire und Steve gelingt es, mit einem Flugzeug von der Insel zu starten, aber Alfred (in seiner Rolle als Alexia) schaltet dieses auf Autopilot und schickt es zu der Forschungseinrichtung in der Antarktis. Er selbst begibt sich ebenfalls dorthin, um seine Schwester aufzuwecken. Nach einer erneuten Konfrontation wird Alfred verwundet, stürzt in eine Spalte und ist scheinbar tot. Er hat jedoch überlebt und sich zu Alexias Kältekammer geschleppt. Bevor er stirbt, wird er Zeuge, wie sie erwacht. Alexia ruft daraufhin riesige Tentakel aus dem Erdboden hervor, die Claire und Steve zurück zur Basis bringen.
Chris Redfield erreicht derweil auf der Suche nach seiner Schwester Claire Rockford Island. Dort berichtet Raval ihm, dass Claire bereits von der Insel fliehen konnte. Bei der Durchsuchung der Insel trifft Chris auf Wesker. Es kommt zum Kampf, doch Chris ist Wesker nicht gewachsen, da dieser aufgrund eines Virus-Prototypen, welchen er sich am Ende von Resident Evil 1 injizierte, übermenschliche Kräfte und Reflexe besitzt. Gerade bevor Wesker ihn töten will, erscheint Alexia lachend auf einem der Überwachungsmonitore. Überrascht von der Tatsache, dass sie am Leben ist, macht sich Wesker auf den Weg in die Antarktis und lässt Chris zurück. Doch auch dieser schafft es, zur Forschungsstation zu gelangen, und trifft dort endlich Claire.
Da Claire und Steve nach ihrem missglückten Fluchtversuch getrennt wurden, macht sich die Protagonistin auf die Suche nach ihrem Begleiter. Sie findet ihn eingekerkert und muss erkennen, dass Alexia ihn mit dem T-Veronica-Virus infiziert hat. Steve mutiert zu einem reptilienartigen Monster und verfolgt Claire. Diese flüchtet in eine Gefängniszelle, wo sie von einem weiteren von Alexias Tentakeln angegriffen wird. Steve hat sich, trotz der Mutation, den Kern seiner Persönlichkeit bewahren können. Als er nun sieht, dass Claire in Lebensgefahr schwebt, bricht er durch die Zellenwand und hackt den Tentakel ab, wobei er tödlich verwundet wird. Er verwandelt sich zurück in seine menschliche Form und gesteht Claire seine Liebe. Dann stirbt er. Claire bricht daraufhin in Tränen aufgelöst zusammen und bleibt gefangen.
Zur selben Zeit treten Chris und Wesker Alexia gegenüber. Wesker ist überwältigt von Alexias Kraft, flieht und lässt Chris allein mit Alexia zurück. Chris besiegt sie zunächst und aktiviert den Selbstzerstörungsmechanismus, um sämtliche Türen der Einrichtung zu entriegeln. So kann er Claire befreien. Als die beiden versuchen, zu flüchten, taucht erneut Alexia auf, doch Chris kann sie besiegen. Er flieht zum Notfallaufzug und sieht sich erneut mit Wesker konfrontiert, welcher Claire gefangen hat. Chris überzeugt ihn davon, Claire gehen zu lassen und muss sich ihm erneut stellen. Durch eine Explosion werden die Kämpfenden getrennt, und Wesker kann entkommen. Chris und Claire fliehen mit einem Kampfflugzeug, während um sie herum die ganze Anlage zusammenbricht. Chris schwört seiner Schwester, den Machenschaften von Umbrella ein für alle Mal ein Ende zu setzen.

## Charaktere
Wie schon beim Vorgänger Resident Evil 3: Nemesis kann man vor Spielbeginn keinen Charakter auswählen. Ab einem bestimmten Spielfortschritt wechselt man automatisch zu einem anderen.

### Spielbare Charaktere
- Claire Redfield: Schwester von Chris Redfield. Ihre Neugier machte Claire zu einer außergewöhnlichen Studentin – die nebenbei auch noch gerne Motorrad fährt. Auf der Suche nach ihrem unter mysteriösen Umständen verschwundenen Bruder gelangt sie nach Raccoon City und anschließend nach Paris in ein Labor der Umbrella Corporation. Nach kurzer Zeit wird sie jedoch gefasst und auf einer einsamen Insel ins Gefängnis gesteckt.
- Steve Burnside: Steve ist zwar jung und geht oft draufgängerisch vor, hat aber einen guten Charakter. Er liegt mit seiner Familie im Streit. Warum bleibt ein Rätsel. Er wurde zusammen mit seinem Vater gefangen genommen und ins Umbrella-Gefängnis gesteckt, auf derselben Insel auf der auch Claire ist. Sie begegnen sich am Anfang des Spiels.
- Chris Redfield: Chris ist ein gewiefter Agent mit eisernem Willen, Mitglied der S.T.A.R.S. Spezialeinheit und ein Experte im Umgang mit Waffen. Als ehemaliger Air Force-Pilot ist er auch in der Luft schwer zu schlagen. Leon S. Kennedy informiert ihn, dass Claire auf Rockfort Island zu finden sein könnte. Chris macht sich sofort auf die Suche.

### Nebencharaktere
- Alexia Ashford: Sie ist ein Genie, weswegen man sie die Wiedergeburt von Veronica (Erstes Oberhaupt der Familie Ashford) nennt. Alexia wurde wegen ihrer hoch entwickelten Intelligenz mit 10 Jahren zur Leiterin der Antarktis Anlage. Nebenbei erschuf sie das T-Veronica-Virus und verabreichte es sich selbst, nachdem Tests an ihrem eigenen Vater erfolglos blieben und dieser zu einer Art Superzombie mutierte. Um ihren Körper langsam an das Virus zu gewöhnen, begab sie sich in einen Kälteschlaf, aus dem sie nun 15 Jahre später mit mutiertem Körper wieder erwacht ist.
- Alfred Ashford: Zwillingsbruder von Alexia. Aufgrund seiner geringeren Intelligenz erhielt Alexia stets den Vorzug vor ihm, trotzdem liebt er seine Schwester abgöttisch und ist ihr hörig. Nach dem Abschluss an einer englischen Universität wurde er zum Leiter des Stützpunktes auf Rockfort Island, Umbrella erteilte ihm die Befehlsvollmacht über den Stützpunkt.
- Albert Wesker: Der ehemalige S.T.A.R.S.-Captain und heimliche Umbrella-Agent hat wider Erwarten die Ereignisse rund um den "Herrenhaus-Zwischenfall" überlebt und tritt nun wieder in Erscheinung mit dem Ziel, das T-Veronica Virus in seinen Besitz zu bringen. Da er sich mit einer besonderen Form des T-Virus selbst infiziert hat, besitzt er übermenschliche Kraft und Schnelligkeit.
- Rodrigo Juan Raval: Anführer der dritten Schutztruppe des europäischen Umbrella-Labors und gleichzeitig Leiter der Gefangenentransporteinheit. Er hatte Claire gefangen genommen und sie nach Rockfort Island verfrachtet. Er lässt sie laufen, weil ihm sein Dienst zuwider geworden war.

## Spielprinzip und Technik
Resident Evil Code: Veronica ist ein 3D-Action-Adventure. Aus Polygonen zusammengesetzte, dreidimensionale Figuren agieren vor ebenfalls dreidimensionalen Kulissen. Der Spieler steuert seinen jeweiligen Charakter mit dem jeweiligen Steuergerät seiner Hardware durch die Spielwelt. Der Charakter kann Gegenstände finden, die ihm entweder Informationen für den Fortgang der Handlung liefern (z. B. Tagebücher) oder die er im Spiel gegen Gegner einsetzen kann (z. B. Waffen). Mittels der Waffen kann sich der Spielcharakter gegen Gegner wehren; das Zielen mit Schusswaffen erfolgt dabei automatisch. Im Gegensatz zu einem Third-Person-Shooter machen Kampfhandlungen nicht den Schwerpunkt der Spielhandlung aus, vielmehr treibt der Spieler meist durch Erkunden der Spielwelt und das Vermeiden von Kontakt mit feindlich gesinnten NPCs die Spielhandlung voran.

## Produktionsnotizen
Resident Evil Code: Veronica war das erste Spiel der „Resident Evil“-Reihe, welches nicht auf vorgerenderte Hintergründe setzte, sondern die komplette Szenerie in Echtzeit berechnete. Das grundsätzliche Spielprinzip der dynamischen 3rd-Person-Ansicht und der sogenannten, für die Spielreihe typische "Panzersteuerung" und der Inventarverwaltung durch miteinander vernetzte Truhen ist jedoch geblieben.
Das Spiel wurde von Capcom in Zusammenarbeit mit Sega zunächst exklusiv für deren hauseigene Konsole Dreamcast entwickelt, aufgrund der schwachen Abverkäufe der Dreamcast dann aber auch für PlayStation 2 und später für GameCube umgesetzt. Eine Besonderheit der Dreamcast-Version war die Möglichkeit, sich über das Mini-Display der optional erhältlichen VMU den aktuellen Gesundheitszustand der Spielfigur sowie den Munitionsstand der aktuell ausgerüsteten Waffe anzeigen zu lassen.
Verglichen mit den anderen Teilen der Serie setzte „Resident Evil Code: Veronica“ nicht so sehr auf explizite Gewaltdarstellung, sondern eher darauf, dem Spieler psychisch Angst zu machen. So konnten z. B. im Gegensatz zu den vorangegangenen Teilen erstmals keine Gliedmaßen abgeschossen werden. Dennoch wurden „Resident Evil Code: Veronica X“ am 29. März 2003 und „Resident Evil Code: Veronica“ am 31. Mai 2003 indiziert. Diese Indizierung wurde jedoch im April 2014 vorzeitig wieder aufgehoben. Eine Neuprüfung der USK ergab ungeschnitten die Altersfreigabe ab 16 Jahren.
Anlässlich des 15-jährigen Jubiläums des ersten Resident-Evil-Teils erschien im September 2011 Code: Veronica X zusammen mit Resident Evil 4 als HD-Version für PlayStation 3 und Xbox 360. Während das Spiel in Japan ab dem 8. September 2011 unter dem Namen Resident Evil: Revival Selection exklusiv als Disc-Version angeboten wird, erschien es für die restlichen Länder über die jeweiligen Onlinevertriebsplattformen Xbox Live (27. September 2011) und PlayStation Network (28. September 2011) als Download. Über den deutschen Vertriebskanal wurde das Spiel aufgrund der damals bestehenden Indizierung jedoch nicht angeboten. Mittlerweile gibt es das Spiel aber auch über den deutschen Vertriebskanal.

## Rezeption
Das Dreamcast-Original von Resident Evil Code: Veronica wurde äußerst positiv aufgenommen. Im GameSpot-Test aus dem Jahr 2000 wurde das Spiel als bester Teil der Serie bezeichnet.

“To call it a must-own game is a definite understatement.”

„Es als ein Pflichtkauf-Spiel zu bezeichnen, ist eine klare Untertreibung.“

In der Retrospektive stufte MAN!AC Code: Veronica als nicht innovativ ein. Da es aber mit höherem Rätsel- und Story-Anteil näher am ersten Resident Evil, als an den actionreicheren Nachfolgern sein, würden es Fans der Serie mehr als die Vorgänger lieben.